# Renfield (film)
Pour les articles homonymes, voir Renfield.
Pour plus de détails, voir Fiche technique et Distribution.
Renfield est un film américain réalisé par Chris McKay et sorti en 2023.
Il s'agit d'une comédie horrifique, inspirée par le roman Dracula de Bram Stoker. Le film met en scène Nicholas Hoult dans le rôle de R. M. Renfield, alors que celui du comte Dracula y est tenu par Nicolas Cage.

## Synopsis
Au XXe siècle, un avocat nommé R. M. Renfield rencontre le comte Dracula. Il espère négocier un accord pour un terrain, mais finalement il devient le laquais de ce dernier. Le vampire lui permet d'être immortel, de gagner en force et en vitesse lorsqu'il ingère des insectes. Quatre-vingt-dix ans plus tard, Renfield est épuisé de servir Dracula et de lui amener constamment de nouvelles victimes. Après avoir été la cible de chasseurs, le comte et son serviteur s'installent à La Nouvelle-Orléans. Là-bas, Renfield découvre un groupe d'entraide pour personnes embarquées dans des relations de codépendance. Il va faire également la connaissance de Rebecca Quincy, une fougueuse agente de la circulation du New Orleans Police Department.

## Fiche technique
Sauf indication contraire, les informations mentionnées dans cette section peuvent être confirmées par la base de données cinématographiques IMDb,  présente dans la section « Liens externes ».
- Titre original : Renfield
- Réalisation : Chris McKay
- Scénario : Ryan Ridley, d'après une histoire de Robert Kirkman et d'après les personnages créés par Bram Stoker
- Musique : Marco Beltrami
- Direction artistique : Chris Craine
- Décors : Julie Berghoff
- Costumes : Lisa Lovaas
- Photographie : Mitchell Amundsen
- Montage : Mako Kamitsuna
- Production : David Alpert, Bryan Furst, Sean Furst, Robert Kirkman et Chris McKay
- Production déléguée : Todd Lewis et Samantha Nisenboim
- Sociétés de production : Skybound Entertainment et Giant Wildcat
- Société de distribution : Universal Pictures
- Budget : 65 millions de dollars[1]
- Pays de production :  États-Unis
- Langue originale : anglais
- Format : couleur - quelques passages en noir et blanc
- Genre : comédie horrifique, dark fantasy
- Durée : 93 minutes
- Dates de sortie[2] :
  - États-Unis, Canada[3] : 14 avril 2023
  - France : 31 mai 2023
- Classification[4] :
  - États-Unis : R (interdit aux moins de 17 ans non accompagnées d'un adulte)
  - France : interdit aux moins de 12 ans lors de sa sortie en salles

## Distribution
- Nicholas Hoult (VF : Emmanuel Garijo ; VQ : Xavier Dolan) : R. M. Renfield
- Nicolas Cage (VF : Dominique Collignon-Maurin ; VQ : Benoit Rousseau) : Comte Dracula
- Awkwafina (VF : Olivia Dalric ; VQ : Véronique Marchand) : l'agent Rebecca Quincy
- Ben Schwartz (VF : Antoine Schoumsky ; VQ : Nicholas Savard L'Herbier) : Teddy Lobo
- Adrian Martinez (VF : Emmanuel Gradi ; VQ : Manuel Tadros) : l'agent Chris Marcos
- Shohreh Aghdashloo (VF : Zaïra Benbadis) : Ella
- Bess Rous (en) (VF : Barbara Delsol ; VQ : Rachel Graton) : Caitlyn
- James Moses Black (VF : Rody Benghezala ; VQ : Fayolle Jean Jr.) : le capitaine J. Browning
- Caroline Williams : Vanessa
- Brandon Scott Jones (VF : Thierry Gondet ; VQ : Éric Paulhus) : Mark
- Chloe Adona : Mandy
- William Ragsdale (VF : Sylvain Clément) : le vieux prêtre
- Helen Chandler : Mina Harker (archives tirées du film Dracula de 1931)
- Edward Van Sloan : Abraham Van Helsing (archives tirées du film Dracula de 1931)

Source VQ

## Production

### Genèse et développement
En 2014, Universal Pictures annonce ses projets pour relancer sa franchise Universal Monsters avec notamment un film avec Dracula, dans le cadre d'un univers partagé : le Dark Universe. Alex Kurtzman et Chris Morgan sont alors liés au projet. Après la sortie de Dracula Untold (2014), les liens du film avec l'univers sont supprimés. La Momie (2017) est alors présenté comme le tout-premier film du Dark Universe,. Après l'échec critique et commercial de La Momie, Universal décide de renoncer à l'univers étendu et de produire des films séparés.
En novembre 2019, Dexter Fletcher est engagé pour réaliser un film intitulé Renfield pour Universal et Skybound Entertainment. Écrit par Ryan Ridley, le scénario est inspiré d'une idée de Robert Kirkman. Le film est présenté avec une approche comique de l’œuvre de Bram Stoker, dans la lignée du film Vampires en toute intimité (2014),.
En 2020, le succès critique et commercial du film Invisible Man de Leigh Whannell relance les projets d'Universal d'un univers partagé.
En avril 2021, Chris McKay entre en négociations pour le poste de réalisateur de Renfield, après le départ de Dexter Fletcher pour un autre projet Universal (un remake du film Le Saint).

### Attribution des rôles
En août 2021, Nicholas Hoult est annoncé dans le rôle de R. M. Renfield. En novembre, il est rejoint par Nicolas Cage, qui prêtera ses traits au comte Dracula. Grand fan du roman Dracula, Nicolas Cage déclare s'être préparé pour le rôle en regardant les différentes versions précédemment incarnées par Béla Lugosi, Frank Langella et Gary Oldman. Il cite aussi Le Loup-garou de Londres (1981), Ring (1998) et Malignant (2021) comme inspirations,,. Renfield marque par ailleurs le retour de Nicolas Cage dans un film d'une major depuis Ghost Rider 2 : L'Esprit de vengeance (2011). Awkwafina et Ben Schwartz sont annoncés à la distribution en décembre,. Adrian Martinez, Shohreh Aghdashloo, Bess Rous (en) ou encore James Moses Black sont confirmés début 2022.

### Tournage
Le tournage débute le 3 février 2022 à La Nouvelle-Orléans,. Le 8 février 2022, une vingtaine de véhicules de la production sont cambriolés.

## Accueil

### Critiques

#### Monde anglo-saxon
Sur Metacritic, qui utilise une moyenne pondérée, le film obtient une note de 53⁄100 pour 49 critiques. Sur l’agrégateur de critiques Rotten Tomatoes, il obtient 58 % d'avis favorables pour 267 critiques et une note moyenne de 5,8⁄10. Le consensus suivant résume les critiques compilées par le site :

« Bien qu'il ne tire pas pleinement parti de ses stars engagées et de sa prémisse meurtrière, le mélange de comédie et d'horreur de Renfield s'enfonce juste assez pour laisser une impression »

— Consensus des critiques, Rotten Tomatoes
Tim Robey du quotidien britannique The Daily Telegraph le note 3⁄5 et écrit notamment « Il remplit les exigences de base d'une formule beat-'em-up établie par Buffy contre les vampires et Blade, mais c'est tout. Pour aller plus loin, on aurait voulu une véritable acuité des enjeux émotionnels ». Dans The Wall Street Journal, Amy Nicholson lui donne un B et écrit notamment « Les petits gags sont géniaux, l'arc général de l'histoire est faible, en particulier une intrigue secondaire quasi romantique où un flic (Awkwafina) défie Renfield ».
Kevin Maher du quotidien britannique The Times le note 2⁄5 : « un film gore sanguinolent, toujours ennuyeux, une blague qui n'aurait pu être présenté que lors d'une réunion de développement à Hollywood ». Alison Willmore du site Vulture apprécie l'idée de départ du film, mais que cela ne s'étend pas sur tout un long métrage. Peter Travers (en) d'ABC News écrit : « Ce qui a commencé comme une version intelligente et contemporaine du mythe de Dracula est englouti dans un sable mouvant de clichés d'action répétitifs et classés R qui font paraître Renfield trop long malgré seulement 93 minutes ».

#### France
En France, le site Allociné donne la note de 2,4⁄5, après avoir recensé et interprété 16 critiques de presse.
Pour Judith Beauvallet (Écran Large) le « concept du film est si charmant et évident qu’il est presque étonnant qu’il n’ait jamais été mis en scène avant ». Selon la critique, le film part sur une bonne lancée, avec un Cage « plus flamboyant que jamais », un scénario rythmé qui fait des clins-d'œil à de précédents films ou représentations de Dracula. Néanmoins, elle regrette que le film parte trop rapidement « vers une intrigue vaguement policière ». Elle conclut sa critique ainsi : .
Frédéric Foubert (Première) semble assez positif à l'égard du long-métrage, parlant d'un « pitch absurde » d'où découle « une série B très marrante ». Avec ses « geysers de sang, corps démembrés, bande-son bourrine… Le film se présente comme un défouloir bis, mais jamais décérébré, nourri d’un amour palpable pour la tradition des monstres universal ». La prestation de Nicolas Cage est appréciée. Le critique conclut ainsi : « le ton est humble et malin, et pile au moment où on se dit que le film va se mettre à tourner en rond, hop, il est fini ».
Nicolas Schaller (L'Obs) est déçu du film, estimant qu'il s'agit encore d'« une idée fun cochonnée par des tâcherons pour un film jetable ». Si le critique note la volonté de rendre hommage à l'Universal Monsters, « Renfield ajoute du rien au vide dans lequel patauge le divertissement américain ».

### Box-office
Pour son premier jour d'exploitation en France, Renfield réalise 3 654 entrées, pour un total de 725 séances proposées. En comptant pour ce premier jour les avant-premières, le film se positionne en cinquième place du box-office des nouveautés pour sa journée de démarrage, derrière Mon père et moi (5 084) et devant Invincible été (3 349).
Au bout d’une première semaine d’exploitation dans les salles françaises, le long-métrage totalise 25 984 entrées, pour une onzième place au box-office hebdomadaire, derrière Super Mario Bros. le film (49 896) et devant Mon père et moi (25 312).
| Pays ou région        | Box-office     | Date d'arrêt du box-office | Nombre de semaines |
| --------------------- | -------------- | -------------------------- | ------------------ |
| États-Unis Canada     | 17 152 625 $   | 18 mai 2023                | 5                  |
| France                | 37 645 entrées | 27 juin 2023               | 4                  |
| Total hors États-Unis | 9 195 700 USD  | -                          | -                  |
| Total mondial         | 26 348 325 USD | -                          | -                  |